# Под покровом небес (роман)
«Под покровом небес» (англ. The Sheltering Sky) — самый известный роман американского писателя Пола Боулза. Опубликован в 1949 году и с тех пор часто переиздавался. Бернардо Бертолуччи снял по роману в 1990 году одноимённый фильм. Имеются русские переводы Александра Скидана (2001) и Владимира Бошняка (2015).

## Сюжет
Проблематика романа близка модному в 1940-е годы экзистенциализму. Действие начинается в Оране: пара американцев Порт и Кит Морсби вместе со своим другом Джорджем Таннером отправляются в путешествие по Алжиру, подальше от мира, покалеченного Второй мировой войной. Однако «мир дикарей» оказывается по-своему не менее жестоким.
Порт заболевает тифом и умирает в мучениях во французском форте посреди Сахары. Кит уходит из форта куда глаза глядят и присоединяется к каравану. Один из торговцев по имени Белькассим делает её своей любовницей и увозит к себе в деревню. Кит оказывается заперта в гареме Белькассима, и её заставляют сбежать другие жены. На улице Кит подвергается изнасилованию и окончательно сходит с ума. Её подбирают сестры милосердия и передают на попечение посольства США. Роман закачивается в том же кафе в Оране, где и начался. Кит, потерявшую рассудок, встречает Джордж Таннер.

## Культурные аллюзии
- Цитата из романа нанесена на надгробие актёра Брэндона Ли, который незадолго до гибели произнёс её в интервью[2].
- Трек британской прогрессив-рок-группы King Crimson «The Sheltering Sky» из альбома Discipline (1981).